# 長野県道327号槍ヶ岳矢村線
長野県道327号槍ヶ岳矢村線（ながのけんどう327ごう やりがたけやむらせん）は、槍ヶ岳を起点とし、長野県安曇野市穂高有明字矢村の長野県道306号有明大町線旧道交点を終点とする一般県道。
通称は中房線。

## 概要

### 路線データ
- 通過する自治体：長野県安曇野市[2]
- 起点：槍ヶ岳

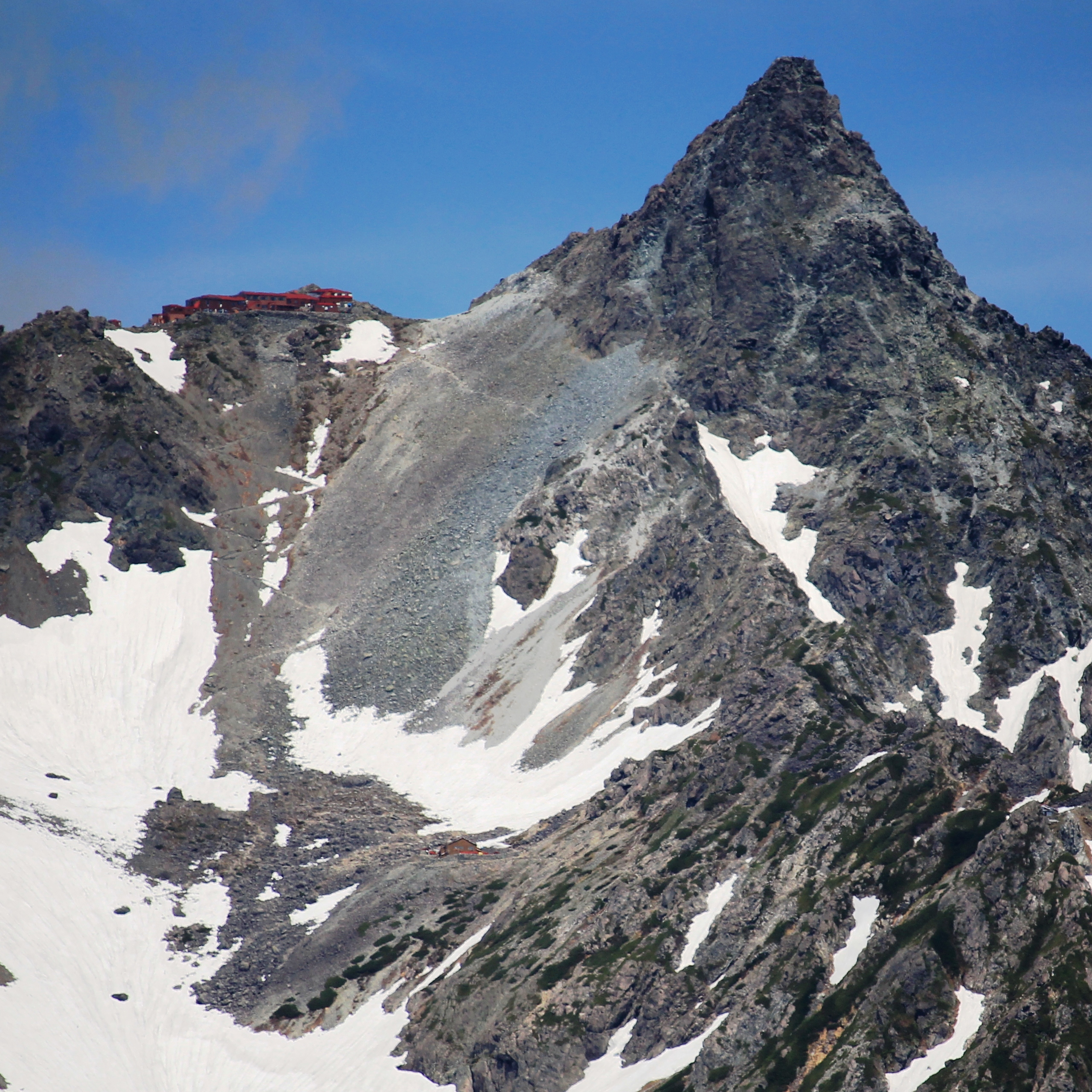
槍ヶ岳

- 終点：安曇野市穂高有明字矢村（長野県道306号有明大町線旧道交点）
- 主な経由地：中房温泉（その他、#沿線も参照）
- 路線延長 :
  - 総延長：15,175.8 m[2]
  - 実延長：14,157.6 m[2]
- 規制
  - 車両制限 - 宮城ゲートから先、長さ10.0m以上、ホイールベース4.9m以上[1]。
  - 雨量規制 - 宮城ゲートから中房ゲートまで、連続雨量80mm、時間雨量25mmを規制基準とする[1]。
  - 冬期通行止 - 宮城ゲートから中房ゲートまで[1]。

## 歴史

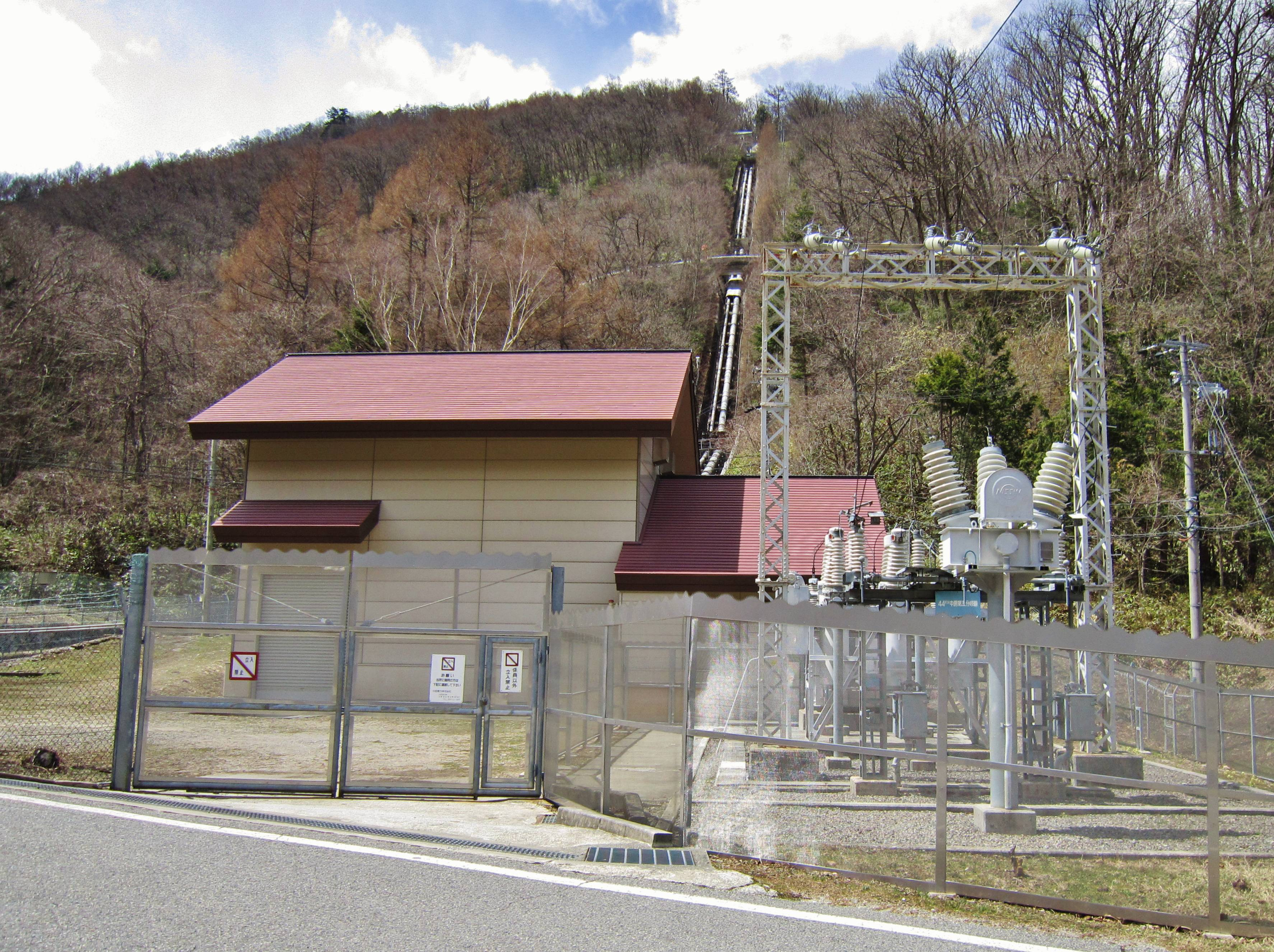
信濃坂付近にある中房第五水力発電所。1927年（昭和2年）運転開始。

中房川における水力発電開発に伴い、資材運搬のため荷馬車が通行可能な道路として開削された。それまで中房温泉へ行くルートとしては、満願寺から大峠を越えて冷沢を下り、信濃坂を登るというものが最も安全であるとされていた。急峻な地形のため道路の建設工事は難航した。観音峠に佇む地蔵は、その工事中に殉職した男性作業員の遺族によって、慰霊と厄除けのために建立されたものである。
2025年4月14日に路肩崩落事故が発生し定期運行バスの中房線など全面通行止めとなったが、25日15時から宮城ゲートより中温泉方面は許可車両以外歩行者のみ通行可能とし中房線は26日から崩落現場手前まで区間限り再開とした。有明山黒川口を過ぎた観音峠に観音峠臨時バス停を設けた。同年8月8日正午から通行止めが解除され定期運行バス中房線も通常運行となる。

## 路線状況

### 道路施設
起点より記載。
- 温泉橋 - 長さ32.0m、幅5.0m
- 曲沢橋 - 長さ13.0m、幅5.5m
- 中房橋 - 長さ18.0m、幅5.0m
- 信濃坂橋 - 長さ27.4m、幅4.5m
- 猿渉沢洞門 - 長さ105.0m、幅6.5m、高さ4.7m
- 東中小屋沢覆工 - 長さ113.1m、幅6.5m、高さ4.7m
- 朴の木橋 - 長さ13.0m、幅5.0m
- 玉垂洞門 - 長さ72.6m、幅6.5m、高さ4.7m
- 玉垂トンネル - 長さ89.0m、幅6.5m、高さ4.7m
- 玉垂橋 - 長さ32.2m、幅6.5m
- 一の瀬橋 - 長さ27.6m、幅4.6m
- 大王橋 - 長さ53.3m、幅5.5m

## 地理

### 交差する道路
- 長野県道306号有明大町線旧道（終点）

### 沿線

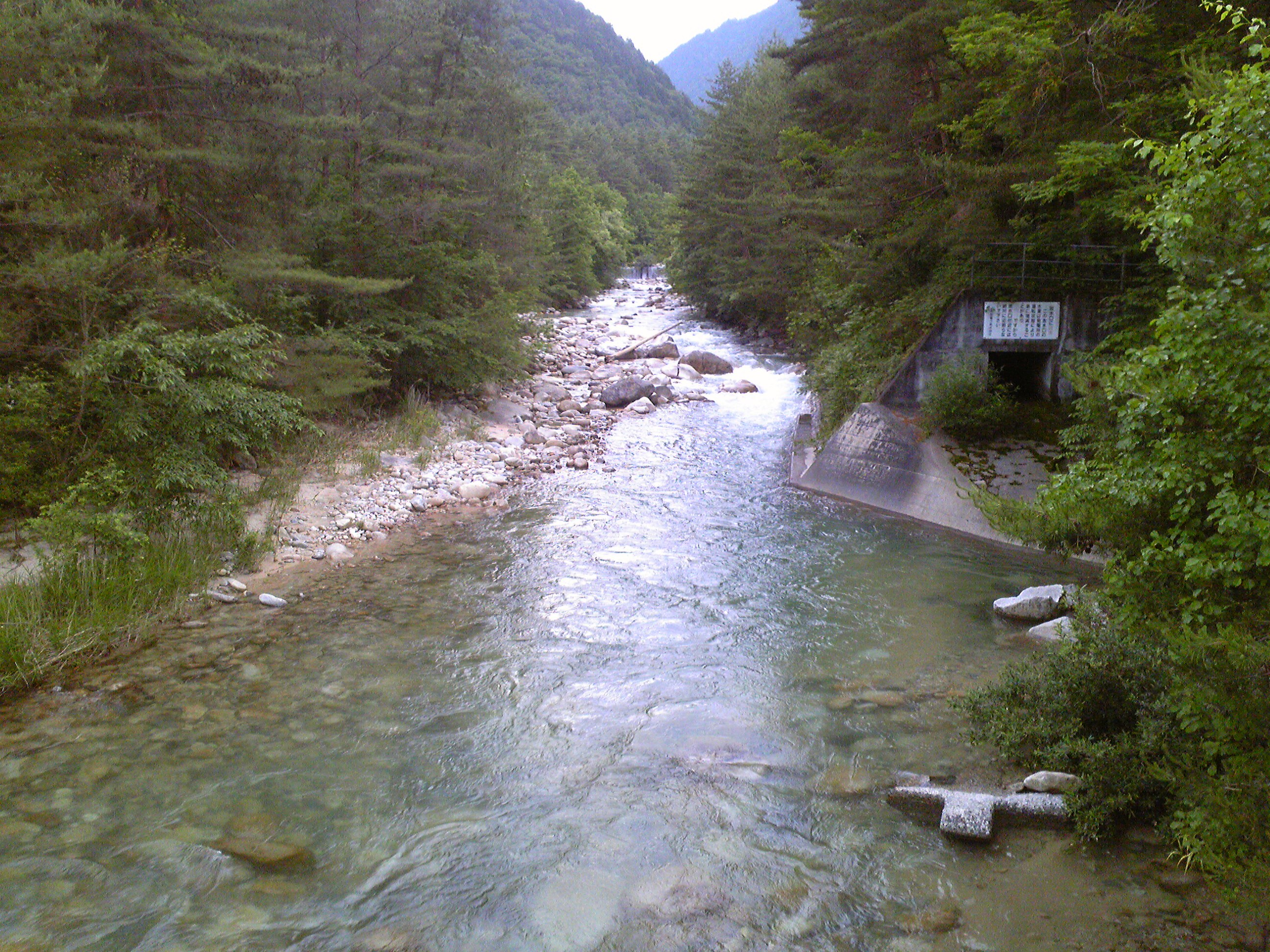
中房川

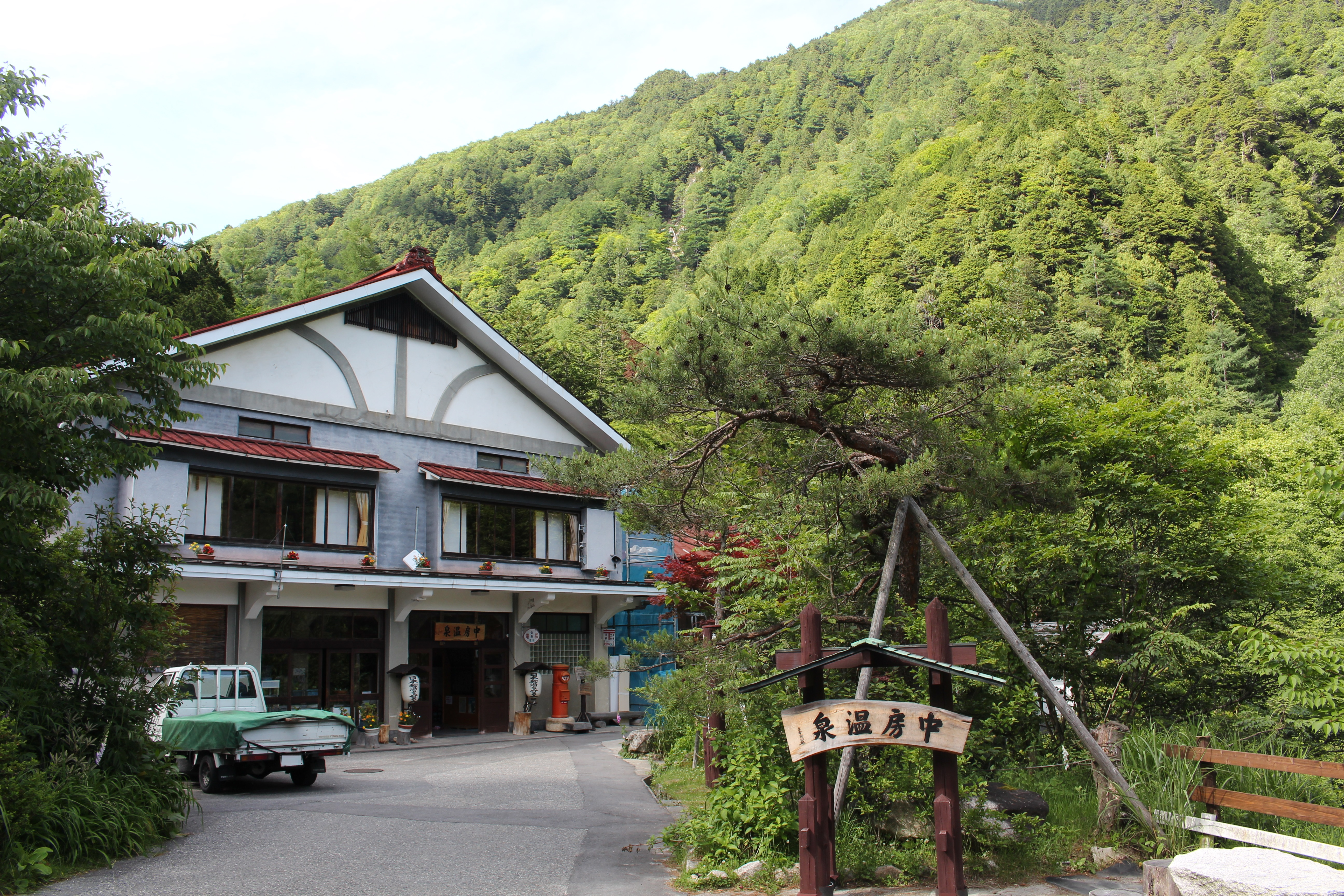
中房川
- 中房温泉
- 安曇野市有明荘
- 信濃坂
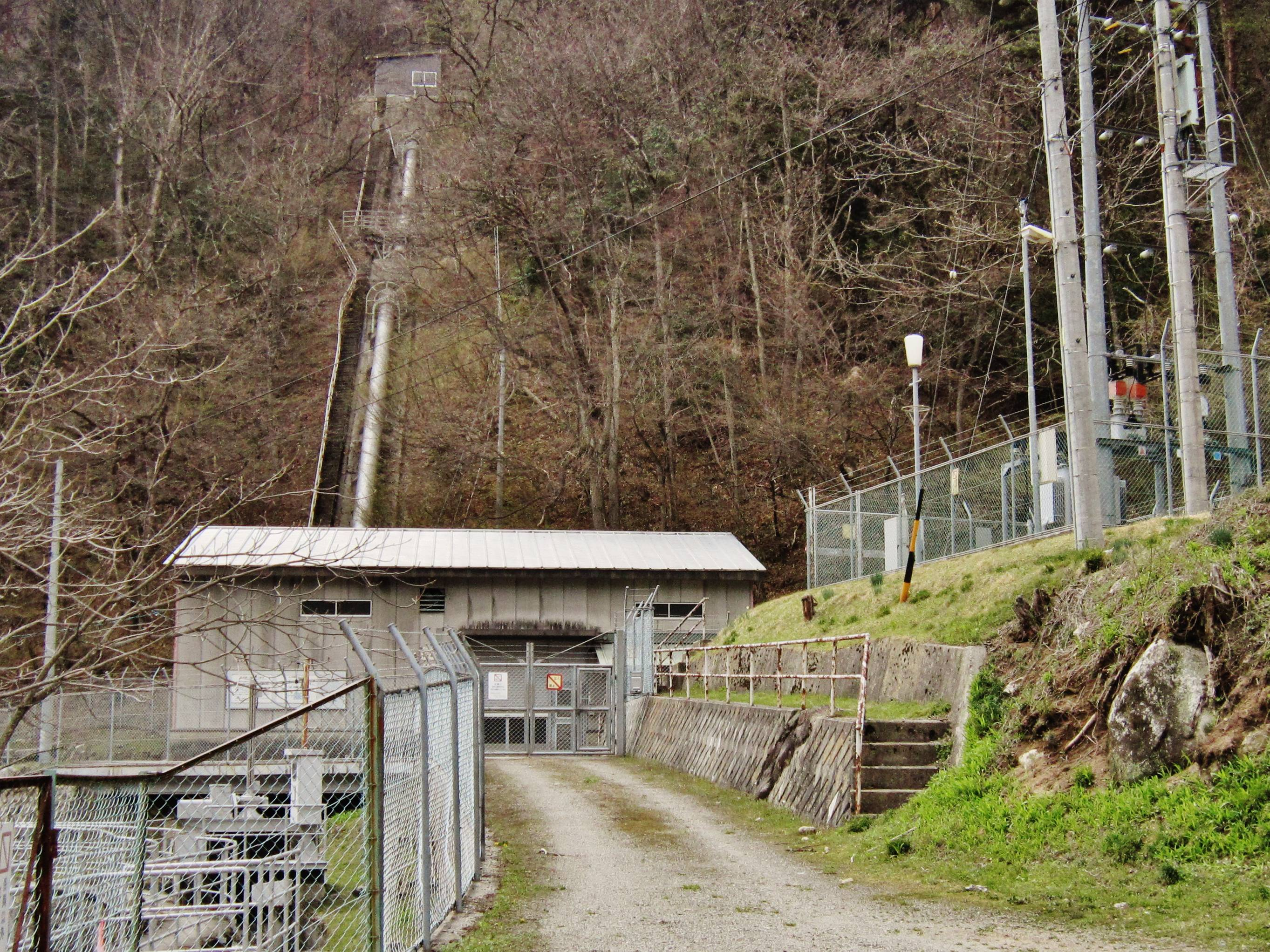
中部電力中房第五水力発電所
- 観音峠
- 中部電力中房第四水力発電所
- 中部電力宮城第二水力発電所
- 中部電力宮城第一水力発電所
- 中部電力宮城第三水力発電所
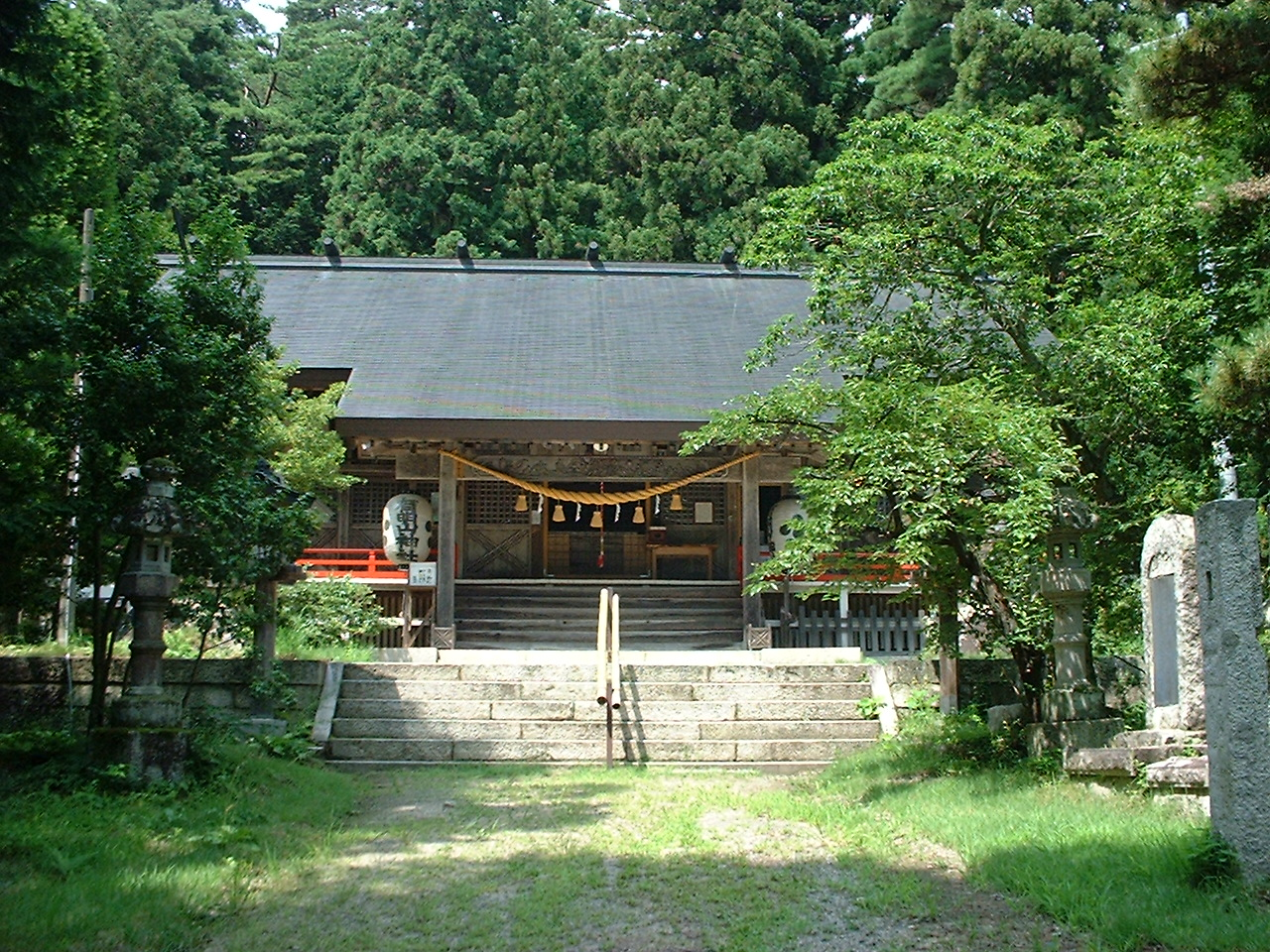
有明山神社
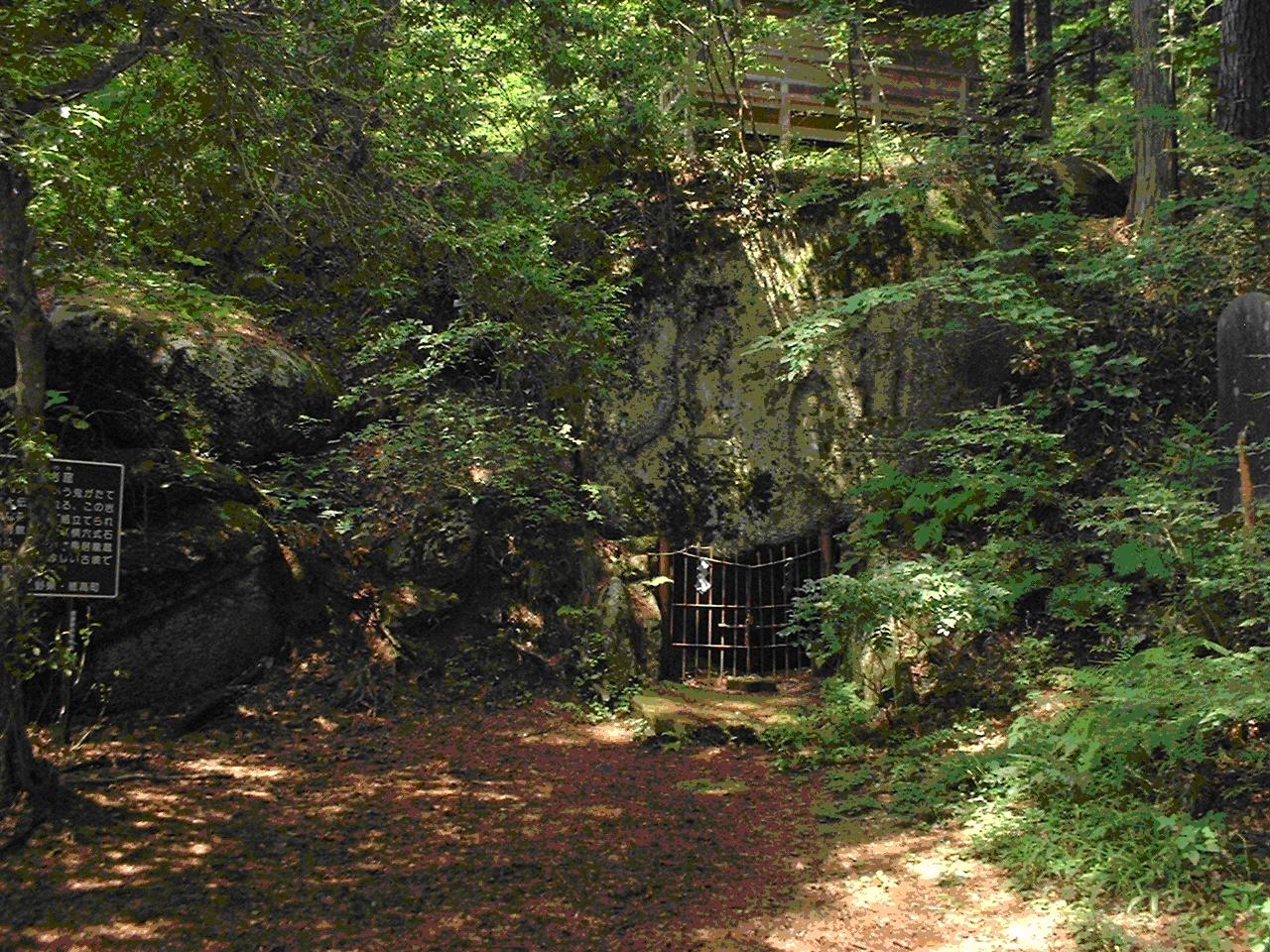
穂高古墳群 - 魏石鬼窟
- 有明高原寮
- 穂高温泉

- 中房温泉
- 宮城第一発電所
- 有明山神社
- 魏石鬼窟